# Miguel Ángel Jiménez
Miguel Ángel Jiménez Rodríguez (narozen 5. ledna 1964) je španělský profesionální golfista. Vyhrál 19krát na European Tour.

## Začátky
Jiménez hrál poprvé na European Tour v roce 1988 a v následujících sezónách se neustále zlepšoval. Jeho první vítězství na tour přišla na Piaget Belgian Open v roce 1992. Během stoupající kariéry měl čtyři hlavní úspěšná období. Dokončil European Tour v první stovce každou sezónu od roku 1989. V roce 1994 dokončil European Tour na pátém místě. Vrcholem turnaje bylo skvělé zahrání albatrosu (dvojitý eagle) na 17. jamce ve Valderramě, v roce 1994 během Volvo Masters, druhá rána na 5 parové jamce zahraná 3 železem.
Po několika slabších sezónách se úspěch vrátil v roce 1998 a 1999, dokončil na čtvrtém místě Order Merit v následujících letech vyhrál čtyři turnaje zahrnující prestižní Volvo Masters. V roce 1999 skončil druhý na WGC-American Express Championship, což je jeden z elitních turnajů World Golf Championships a debutoval v Ryder Cupu.